# Grzędowo
Grzędowo (deutsch Rödersdorf) ist ein Ort in der polnischen Woiwodschaft Ermland-Masuren und gehört zur Landgemeinde Braniewo (Braunsberg) im Powiat Braniewski (Kreis Braunsberg), bis 1945 zum Kreis Heiligenbeil in Ostpreußen.

## Geographische Lage
Grzędowo liegt im Nordwesten der Woiwodschaft Ermland-Masuren, 13 Kilometer südöstlich der früheren und heute auf russischem Staatsgebiet gelegenen Kreisstadt Heiligenbeil (russisch Mamonowo) bzw. 17 Kilometer östlich der heutigen Kreismetropole Braniewo (deutsch Braunsberg).

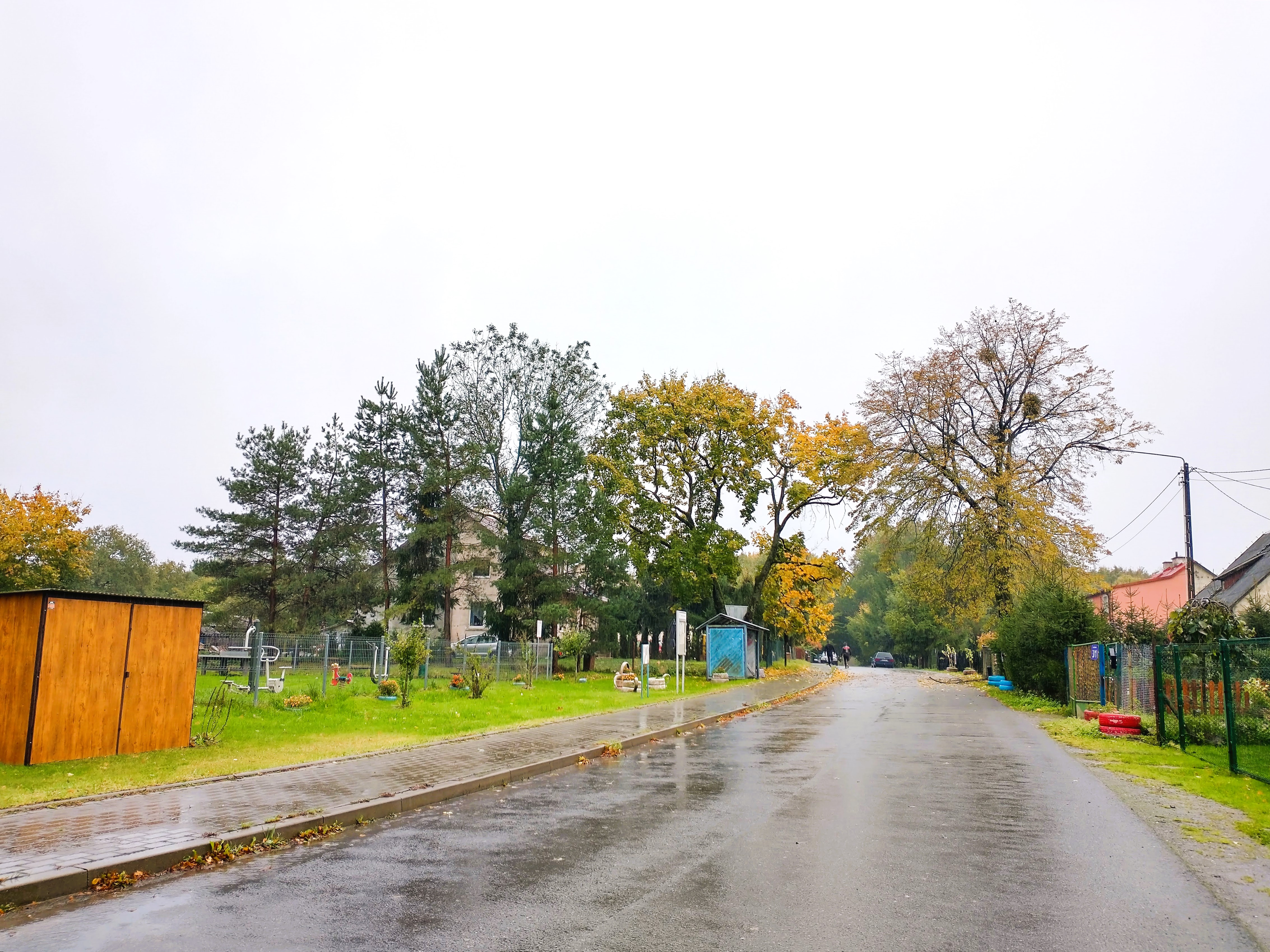
Ortsdurchfahrt Grzędowo

|  |

## Geschichte
Gegründet wurde das seinerzeitige Röderßdorff 1372/74 und nach 1629 Königlich Rödersdorf genannt. Von 1874 bis 1945 war das Dorf ein Teil des Amtsbezirks Eisenberg (polnisch Żelazna Góra) im ostpreußischen Kreis Heiligenbeil im Regierungsbezirk Königsberg. Im Jahre 1910 zählte Königlich Rödersdorf 197 Einwohner.
Am 5. Februar 1931 wurde Königlich Rödersdorf in „Rödersdorf“ (ohne Zusatzbezeichnung) offiziell umbenannt. Die Einwohnerzahl des Dorfs belief sich 1933 auf 152 und 1939 auf 176.
In Kriegsfolge kam das gesamte südliche Ostpreußen 1945 zu Polen. Rödersdorf erhielt die polnische Namensform „Grzędowo“ und ist heute eine Ortschaft in der Gmina Braniewo (Landgemeinde Braunsberg) im Powiat Braniewski (Kreis Braunsberg), von 1975 bis 1998 der Woiwodschaft Elbląg, seither der Woiwodschaft Ermland-Masuren zugehörig.

## Religion
Bis 1945 war Rödersdorf mit seiner mehrheitlich evangelischen Bevölkerung in das Kirchspiel der Kirche Eisenberg (polnisch Żelazna Góra) in der Kirchenprovinz Ostpreußen der Kirche der Altpreußischen Union eingepfarrt. Die römisch-katholischen Einwohner gehörten zur Pfarrei in Heiligenbeil (russisch Mamonowo) im damaligen Bistum Ermland.

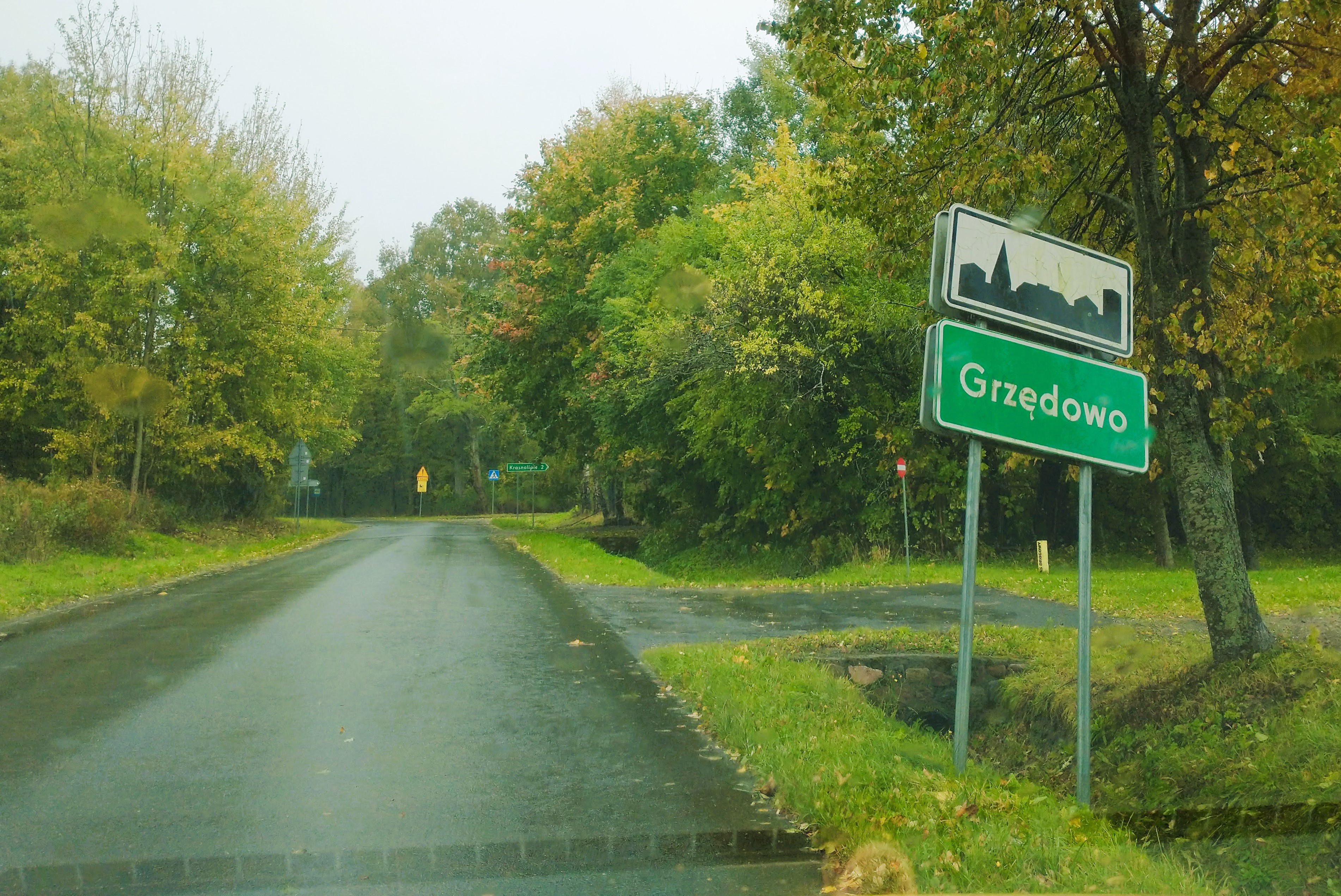
Ortseinfahrt Grzędowo (im Hintergrund Straßenabzweig nach Krasnolipie)

Die Kirche in Żelazna Góra dient heute den mehrheitlich katholischen Bürgern von Grzędowo als ihre Pfarrkirche, die nun dem Erzbistum Ermland zugeordnet ist.

## Verkehr
Grzędowo liegt an einer Straße, die Żelazna Góra (Eisenberg) mit Luthkowo ((Groß) Lüdtkenfürst) und Krzekoty (Groß Hasselberg) verbindet und bis nach Lelkowo (Lichtenfeld) an der polnischen Woiwodschaftsstraße 510 (einstige deutsche Reichsstraße 126) führt. Eine Bahnanbindung besteht nicht.